# Lemonade (album của Beyoncé)
Lemonade là album phòng thu thứ sáu của nghệ sĩ thu âm người Mỹ Beyoncé, phát hành ngày 23 tháng 4 năm 2016 bởi Parkwood Entertainment và được phân phối bởi Columbia Records. Nó được phát triển dưới khái niệm là một "album trực quan" thứ hai của Beyoncé, sau album năm 2013 mang chính tên cô. Không giống như người tiền nhiệm với từng video ca nhạc riêng biệt cho mỗi bài hát, Lemonade được quảng bá bằng một bộ phim một giờ, phát sóng trên HBO. Album là tập hợp của nhiều thể loại âm nhạc khác nhau, như pop, R&B, blues, rock, hip hop, soul, funk, đồng quê, phúc âm và trap, với sự tham gia góp giọng của James Blake, Kendrick Lamar, The Weeknd và Jack White.
Lemonade ra mắt lần đầu tiên dưới hình thức online streaming vào ngày 23 tháng 4 thông qua Tidal, một dự án mà Beyoncé cũng là đồng sở hữu, và trên các dịch vụ nghe nhạc tính phí khác vào ngày hôm sau. Sau đó, bản nhạc số của toàn bộ album và các bản thu được phát hành trên Amazon Music và iTunes Store ngày 25 tháng 4 trong khi bản vật lý xuất hiện trên các kệ đĩa vào ngày 6 tháng 5. Nó nhận được sự hoan nghênh rộng rãi từ giới phê bình âm nhạc, trong đó họ ca ngợi rằng đây là bản thu âm táo bạo nhất và tinh xảo nhất của Beyoncé từ trước đến nay.
Lemonade ra mắt tại vị trí số một trên bảng xếp hạng Billboard 200, với 485.000 bản được tiêu thụ trong tuần đầu phát hành (653,000 đơn vị album tương đương sau khi kết hợp với lượng nghe trực tuyến và các giao dịch trực tuyến liên quan đến bài hát trong album), trở thành album quán quân thứ 6 liên tiếp của Beyoncé tại Hoa Kỳ cũng như giúp cô trở thành nghệ sĩ đầu tiên trong lịch sử bảng xếp hạng đạt được thành tích này. Bên cạnh đó, trong cùng một tuần, Beyoncé đã trở thành nghệ sĩ nữ đầu tiên có nhiều bài hát lọt vào bảng xếp hạng Billboard Hot 100 cùng lúc nhất với 12 bài. Năm đĩa đơn đã được phát hành từ album: "Formation", "Sorry", "Hold Up", "Freedom" và "All Night". Một đĩa đơn quảng bá cũng được phát hành cho album: "Daddy Lessons". Vào tháng 4 năm 2016, Beyoncé bắt tay thực hiện chuyến lưu diễn Formation World Tour để quảng bá album. Nhiều ấn phẩm âm nhạc đã liệt kê Lemonade vào danh sách những album xuất sắc nhất năm 2016, bao gồm Rolling Stone, nơi nó được liệt kê ở vị trí số một. Tính đến tháng 12 năm 2016, nó đã bán được 1,52 triệu bản tại Hoa Kỳ, trở thành album bán chạy thứ 3 trong năm tại quốc gia này.
Tại lễ trao giải Grammy lần thứ 59, Lemonade nhận được 9 đề cử, bao gồm Album của năm, Album Urban đương đại xuất sắc nhất và Video nhạc phim Xuất sắc nhất. Đĩa đơn mở đường "Formation" nhận được những đề cử cho Thu âm của năm, Bài hát của năm, và Video âm nhạc xuất sắc nhất, trong khi "Hold Up", "Don't Hurt Yourself" và "Freedom" giành đề cử ở những hạng mục thuộc thể loại pop, rock và rap. Album sau đó đã giành một giải Grammy cho Album Urban đương đại xuất sắc nhất, trong khi "Formation" thắng giải Video âm nhạc xuất sắc nhất.

## Danh sách bài hát
Nguồn: Tidal.
| Lemonade – Disc 1 (nhạc) | Lemonade – Disc 1 (nhạc)                       | Lemonade – Disc 1 (nhạc) | Lemonade – Disc 1 (nhạc)                              | Lemonade – Disc 1 (nhạc) |
| STT                      | Nhan đề                                        | Sáng tác | Nhà sản xuất                                          | Thời lượng               |
| ------------------------ | ---------------------------------------------- | --- | ----------------------------------------------------- | ------------------------ |
| 1.                       | "Pray You Catch Me"                            | Kevin Garrett Beyoncé Knowles James Blake | Garrett Knowles                                       | 3:16                     |
| 2.                       | "Hold Up"                                      | Thomas Wesley Pentz Ezra Koenig Knowles Emile Haynie Joshua Tillman Uzoechi Emenike Sean "Melo-X" Rhoden Doc Pomus Mort Shuman DeAndre Way Antonio Randolph Kelvin McConnell Brian Chase Karen Orzolek Nick Zinner | Diplo Knowles Koenig                                  | 3:41                     |
| 3.                       | "Don't Hurt Yourself" (hợp tác với Jack White) | Jack White Knowles Diana "Wynter" Gordon James "Jimmy" Page Robert Plant John Paul Jones John Bonham | White Knowles Derek Dixie [a]                         | 3:54                     |
| 4.                       | "Sorry"                                        | D. Gordon Rhoden Knowles | Melo-X Knowles Gordon Hit-Boy [a] Stuart White [b]    | 3:53                     |
| 5.                       | "6 Inch" (hợp tác với The Weeknd)              | Abel Tesfaye Knowles Danny Schofield Benjamin "Ben Billions" Diehl Terius Nash Ahmad Balshe Jordan Asher David Portner Noah Lennox Brian Weitz Burt Bacharach Hal David                                            | Danny Boy Styles Ben Billions Knowles Boots Dixie [b] | 4:20                     |
| 6.                       | "Daddy Lessons"                                | D. Gordon Knowles Kyle Cox Kevin Cossom Alex Delicata | Knowles Dixie [a] Delicata [a]                        | 4:48                     |
| 7.                       | "Love Drought"                                 | Mike Dean Ingrid Burley Knowles | Dean Knowles                                          | 3:57                     |
| 8.                       | "Sandcastles"                                  | Vincent Berry II Knowles Malik Yusef Midian Mathers | Knowles Vincent Berry                                 | 3:03                     |
| 9.                       | "Forward" (hợp tác với James Blake)            | Blake Knowles | Blake Knowles                                         | 1:19                     |
| 10.                      | "Freedom" (hợp tác với Kendrick Lamar)         | Jonathan Coffer Knowles Carla Marie Williams Dean McIntosh Kendrick Duckworth Frank Tirado Alan Lomax John Lomax, Sr.                                                                                              | Coffer Knowles Just Blaze                             | 4:50                     |
| 11.                      | "All Night"                                    | Pentz Knowles Timothy Thomas Theron Thomas Ilsey Juber Akil King Aman Tekleab Jaramye Daniels Andre Benjamin Patrick Brown Antwan Patton Ricky Anthony                                                             | Diplo Knowles Henry Allen [a]                         | 5:22                     |
| 12.                      | "Formation"                                    | Khalif Brown Jordan Frost Ashton Hogan Michael Len Williams II Knowles | Mike WiLL Made-It Knowles Pluss [a]                   | 3:26                     |
| Tổng thời lượng:         | Tổng thời lượng:                               | Tổng thời lượng: | Tổng thời lượng:                                      | 45:49                    |

| Lemonade – Đĩa 2 (DVD trực quan/phim) | Lemonade – Đĩa 2 (DVD trực quan/phim) | Lemonade – Đĩa 2 (DVD trực quan/phim)                                                                          | Lemonade – Đĩa 2 (DVD trực quan/phim) |
| STT                                   | Nhan đề                               | Giám đốc | Thời lượng                            |
| ------------------------------------- | ------------------------------------- | --- | ------------------------------------- |
| 1.                                    | "Lemonade"                            | Khalil Joseph Knowles Malcolm Nichols Melina Matsoukas Todd Tourso Dikayl Rimmasch Jonas Åkerlund Mark Romanek | 1:05:22                               |

- ^[a]  nghĩa là một đồng sản xuất.
- ^[b] nghĩa một nhà sản xuất thêm.

Ghi danh mẫu nhạc
- "Hold Up" chứa một mẫu "Can't Get Used to Losing You", được viết bởi Jerome "Doc" Pomus và Mort Shuman, được thực hiện bởi Andy Williams.
- "Don't Hurt Yourself" Bao gồm các mẫu "When the Levee Breaks", được viết bởi James Page, Robert Plant, John Paul Jones, và John Bonham, được thực hiện bởi Led Zeppelin.
- "6 Inch" Bao gồm các mẫu "Walk On By", được viết bởi Burt Bacharach và Hal David, được thực hiện bởi Isaac Hayes via "2Wicky", được thực hiện bởi Hooverphonic; và một suy của "My Girls", được thực hiện bởi Animal Collective.[2]
- "Freedom" Bao gồm các mẫu "Let Me Try", được viết bởi Frank Tirado, được thực hiện bởi Kaleidoscope; mẫu " Collection Speech/Unidentified Lining Hymn", ghi lại bởi Alan Lomax vào năm 1959, thực hiện bởi Reverend R.C. Crenshaw; và mẫu "Stewball",ghi lại bởi Alan Lomax và John Lomax, Sr. vào năm 1947, thực hiện bởi Tù "22" tại Mississippi State Penitentiary at Parchman.
- "Lemonade" chứa một mẫu "The Court of the Crimson King" được viết bởi Malcolm Nichols, Kyle Cox và Robert Fripp, được thực hiện bởi King Crimson.

## Xếp hạng
| Bảng xếp hạng (2016)                     | Vị trí cao nhất |
| ---------------------------------------- | --------------- |
| Australian Albums (ARIA)                 | 1               |
| Australian Urban Albums (ARIA)           | 1               |
| Austrian Albums (Ö3 Austria)             | 9               |
| Belgian Albums (Ultratop Flanders)       | 1               |
| Belgian Albums (Ultratop Wallonia)       | 9               |
| Brazilian DVDs (ABPD)                    | 1               |
| Album Canada (Billboard)                 | 1               |
| Album Quốc tế Croatia (HDU)              | 1               |
| Album Cộng hòa Séc (ČNS IFPI)            | 1               |
| Danish Albums (Hitlisten)                | 3               |
| Dutch Albums (MegaCharts)                | 1               |
| Finnish Albums (Suomen virallinen lista) | 4               |
| French Albums (SNEP)                     | 7               |
| Album Đức (Offizielle Top 100)           | 3               |
| Greek Albums (IFPI)                      | 7               |
| Album Hungaria (MAHASZ)                  | 3               |
| Album Ireland (IRMA)                     | 1               |
| Italian Albums (FIMI)                    | 5               |
| Album Nhật Bản (Oricon)                  | 43              |
| Mexican Albums (AMPROFON)                | 6               |
| New Zealand Albums (RMNZ)                | 1               |
| Norwegian Albums (VG-lista)              | 1               |
| Album Ba Lan (ZPAV)                      | 2               |
| Portuguese Albums (AFP)                  | 1               |
| Russian Albums (2M)                      | 2               |
| Album Scotland (OCC)                     | 1               |
| South Korean Albums (Gaon)               | 14              |
| Album Tây Ban Nha (PROMUSICAE)           | 2               |
| Album Thụy Điển (Sverigetopplistan)      | 1               |
| Album Thụy Sĩ (Schweizer Hitparade)      | 2               |
| Taiwanese Albums (Five Music)            | 1               |
| Album Anh Quốc (OCC)                     | 1               |
| Album Anh Quốc R&B (OCC)                 | 1               |
| Album Hoa Kỳ Billboard 200               | 1               |
| Album Hoa Kỳ Top R&B/Hip-Hop (Billboard) | 1               |

| Bảng xếp hạng (2016)                     | Vị trí |
| ---------------------------------------- | ------ |
| Australian Albums (ARIA)                 | 3      |
| Australian Urban Albums (ARIA)           | 1      |
| Belgian Albums (Ultratop Flanders)       | 9      |
| Belgian Albums (Ultratop Wallonia)       | 71     |
| Canadian Albums (Billboard)              | 10     |
| Danish Albums (Hitlisten)                | 75     |
| Dutch Albums (MegaCharts)                | 13     |
| French Albums (SNEP)                     | 130    |
| German Albums (Offizielle Top 100)       | 70     |
| Italian Albums (FIMI)                    | 64     |
| Polish Albums (ZPAV)                     | 72     |
| New Zealand Albums (RMNZ)                | 9      |
| South Korean Albums International (Gaon) | 25     |
| Swedish Albums Chart                     | 33     |
| Swiss Albums (Schweizer Hitparade)       | 32     |
| Turkish Albums (D&R)                     | 9      |
| UK Albums (OCC)                          | 11     |
| US Billboard 200                         | 4      |
| US Top R&B/Hip-Hop Albums (Billboard)    | 2      |

## Chứng nhận
| Quốc gia                                                                           | Chứng nhận | Số đơn vị/doanh số chứng nhận |
| ---------------------------------------------------------------------------------- | ---------- | ----------------------------- |
| Úc (ARIA)                                                                          | Bạch kim   | 70.000^                       |
| Bỉ (BEA)                                                                           | Vàng       | 15.000*                       |
| Canada (Music Canada)                                                              | Bạch kim   | 101,000                       |
| Hà Lan (NVPI)                                                                      | Bạch kim   | 50.000‡                       |
| New Zealand (RMNZ)                                                                 | Vàng       | 7.500^                        |
| Ba Lan (ZPAV)                                                                      | Vàng       | 10.000‡                       |
| Anh Quốc (BPI)                                                                     | Bạch kim   | 328,000                       |
| Hoa Kỳ (RIAA)                                                                      | Bạch kim   | 1,600,000                     |
| * Chứng nhận dựa theo doanh số tiêu thụ. ^ Chứng nhận dựa theo doanh số nhập hàng. |            |                               |

## Lịch sử phát hành
| Nước   | Ngày                | Định dạng       | Nhãn              | Nguồn  |
| ------ | ------------------- | --------------- | ----------------- | ------ |
| Nhiều  | 23 tháng 4 năm 2016 | Streaming       | Parkwood          | [ 8 ]  |
| Nhiều  | 24 tháng 4 năm 2016 | Tải kĩ thuật số | Parkwood Columbia | [ 61 ] |
| Ba Lan | 6 tháng 5 năm 2016  | CD DVD          | Sony Music        | [ 62 ] |
| Mỹ     | 6 tháng 5 năm 2016  | CD DVD          | Parkwood Columbia | [ 63 ] |